# Amata aucta
Amata aucta là một loài bướm đêm thuộc phân họ Arctiinae, họ Erebidae.